# Новобарачаты
Новобарача́ты — деревня в Крапивинском районе Кемеровской области. Входит в состав Шевелёвского сельского поселения.

## География
Центральная часть населённого пункта расположена на высоте 169 метров над уровнем моря.

## Население
По данным Всероссийской переписи населения 2010 года, в деревне Новобарачаты проживает 138 человек (66 мужчин, 72 женщины).